# Ясенівка (заказник)
Ясені́вка — загальнозоологічний заказник місцевого значення в Україні. Об'єкт розташований на території Камінь-Каширського району Волинської області, ДП СЛАП «Камінь-Каширськагроліс» (Боровненське лісництво, кв. 31, вид. 43, 46; кв. 32, вид. 22, 42, 45, 46, 47; кв. 33, вид. 1, 3, 12, 18; кв. 38, вид. 19–23, 25–27, 31–34, 37, 38; кв. 40, вид. 3, 32, 33,) на південний захід від с. Великий Обзир. 
Площа — 146,3 га, статус отриманий у 2011 році.
Статус надано з метою охорони та збереження у природному стані лісових насаджень у долині річки Ясинівка, де гніздяться рідкісні види птахів - лелека чорний (Ciconia nigra) та журавель сірий (Grus grus). Трапляється норка європейська (Mustela lutreola) - хижак, що охороняється Червоною книгою України, Червоним списком МСОП та Бернською конвенцією.